# Габриэльсен, Рубен
Лунан Рубен Габриэльсен (норв. Lunan Ruben Gabrielsen; 10 марта 1992, Йёвик) — норвежский футболист, защитник клуба «Лиллестрём» и сборной Норвегии.

## Клубная карьера
Габриэльсен начал профессиональную карьеру в клубе «Йёвик-Люн». В 2009 году он перешёл в «Лиллестрём». 5 апреля в матче против «Олесунна» Рубен дебютировал в Типпелиге. 3 июля в поединке против «Викинга» он забил свой первый гол за «Лиллестрём».
Летом 2014 года Габриэльсен перешёл в «Молде». 3 августа в матче против «Старта» он дебютировал за новую команду. В том же сезоне Рубен помог команде выиграть чемпионат, а также во второй раз стал обладателем национального кубка.
23 декабря 2019 года Габриэльсен подписал трёхлетний контракт с французской «Тулузой».
31 августа 2021 года Габриэльсен был отдан в аренду датскому «Копенгагену» до конца года.
24 января 2022 года Габриэльсен перешёл в клуб MLS «Остин», подписав двухлетний контракт с опцией продления ещё на один год. В американской лиге он дебютировал 26 февраля в матче стартового тура сезона 2022 против «Цинциннати», заменив во втором тайме Киппа Келлера. 16 апреля в матче против «Ди Си Юнайтед» он забил свой первый гол за «Остин».
5 января 2023 года Габриэльсен вернулся в «Лиллестрём», подписав контракт до сезона 2027.

## Международная карьера
За сборную Норвегии Габриэльсен дебютировал 18 ноября 2020 года в матче Лиги наций УЕФА 2020/21 против сборной Австрии.

## Статистика

### Матчи Габриэльсена за сборную Норвегии
| Матчи Габриэльсена за сборную Норвегии | Матчи Габриэльсена за сборную Норвегии | Матчи Габриэльсена за сборную Норвегии | Матчи Габриэльсена за сборную Норвегии | Матчи Габриэльсена за сборную Норвегии | Матчи Габриэльсена за сборную Норвегии |
| -------------------------------------- | -------------------------------------- | -------------------------------------- | -------------------------------------- | -------------------------------------- | -------------------------------------- |
| №                                      | Дата                                   | Соперник                               | Счёт                                   | Голы Габриэльсена                      | Соревнование                           |
| 1                                      | 18 ноября 2020                         | Австрия                                | 1:1                                    | —                                      | Лига наций УЕФА 2020/2021              |
| 2                                      | 11 октября 2021                        | Черногория                             | 2:0                                    | —                                      | Чемпионат мира 2022 (отбор)            |

Итого: 2 матча / 0 голов; 1 победа, 1 ничья, 0 поражений.

## Достижения
Командные
«Молде»
- Чемпион Норвегии: 2014, 2019
- Обладатель Кубка Норвегии: 2014